# Traute Lafrenz
Traute Lafrenz-Page (født Traute Lafrenz 3. maj 1919 i Hamborg, død 6. marts 2023) var en tysk-amerikansk læge og antroposof, som var medlem af den antinazistiske gruppe Weiße Rose (dansk: "Hvide rose") under 2. verdenskrig.
Faderen var embedsmand og moderen var fra Wien. Traute Lafrenz gik på den progressive skole Lichtwarkschule i Hamborg, hvor hendes lærer Erna Stahl stod for en liberal reformpædagogik.
Sommeren 1939 blev hun sendt på arbejdstjeneste på en gård i Pommern. Her mødte hun Alexander Schmorell. Fra foråret 1941 studerede hun medicin ved Ludwig-Maximilians-Universität München i München. I München mødte hun Alexander Schmorell igen under en koncert, og ved siden af ham sad den medicinstuderende Hans Scholl, grundlæggeren af Weiße Rose. Denne aften opstod en gruppe af venner som udgjorde kernen i Weiße Rose. En periode i 1942 var Traute Lafrenz og Hans Scholl kærester.
Det var Traute Lafrenz som skaffede meget af det papir som blev brugt til gruppens løbesedler. Hun var også bindeledet mellem gruppens medlemmer i München og Hamborg. Traute Lafrenz var den eneste udenfor familien som mødte op til Hans og Sophie Scholls begravelse, efter at de blev henrettet 22. februar 1943. Hun blev selv arresteret 15. marts 1943 og 19. april samme år dømt til et års fængsel. Gestapo indså ikke det fulde omfang af hendes involvering i gruppens aktiviteter. Hun blev løsladt d. 14. marts 1944, men blev allerede to uger senere arresteret igen og sad i fængsel til krigsslutningen.
1947 emigrerede Traute Lafrenz til USA, hvor hun fuldførte sin lægeuddannelse i San Francisco i Californien og giftede sig med en amerikansk lægekollega. Hun var leder for Esperanza School, en Rudolf Steiner-skole for udviklingshæmmede.
Traute Lafrenz-Page boede på Yonges Island i South Carolina.